# Navalmoral de Béjar
Navalmoral de Béjar é um município da Espanha na província de Salamanca, comunidade autónoma de Castela e Leão, de área 11,08 km² com população de 60 habitantes (2003) e densidade populacional de 5,53 hab/km².

## Demografia
| Variação demográfica do município entre 1991 e 2004 | Variação demográfica do município entre 1991 e 2004 | Variação demográfica do município entre 1991 e 2004 | Variação demográfica do município entre 1991 e 2004 |
| --------------------------------------------------- | --------------------------------------------------- | --------------------------------------------------- | --------------------------------------------------- |
| 1991                                                | 1996                                                | 2001                                                | 2004                                                |
| 89                                                  | 82                                                  | 67                                                  | 62                                                  |